# Piper achoteanum
Piper achoteanum är en pepparväxtart som beskrevs av William Trelease. Piper achoteanum ingår i släktet Piper och familjen pepparväxter. Inga underarter finns listade i Catalogue of Life.